# Krosno-Młyn
Krosno-Młyn (deutsch Mühle Krossen) ist ein Ort in der polnischen Woiwodschaft Ermland-Masuren. Er gehört zur Gmina Pasłęk (Stadt-und-Land-Gemeinde Preußisch Holland) im Powiat Elbląski (Kreis Elbing).

## Geographische Lage
Krosno-Młyn liegt am Flüsschen Weeske (polnisch Wąska) im nördlichen Westen der Woiwodschaft Ermland-Masuren, zwei Kilometer westlich der früheren Kreisstadt Preußisch Holland (polnisch Pasłęk) bzw. 15 Kilometer südöstlich der heutigen Kreismetropole Elbląg (deutsch Elbing).

## Geschichte
Bei der Mühle Krossen handelte es sich um eine Wassermühle. Ihr Standort war eine kleine und auch schon vor 1945 nicht immer fest bewohnte Siedlung, eingegliedert in die Gemeinde Krossen im ostpreußischen Kreis Preußisch Holland.
Als 1945 das gesamte südliche Ostpreußen in Kriegsfolge an Polen fiel, erhielt Mühle Krossen die polnische Namensform „Krosno-Młyn“. Die kleine Osada (= „Siedlung“) ist heute ein nichtoffizieller część wsi Krosno (= „Teil des Dorfs Krosno“) (Krossen) innerhalb der Gmina Pasłęk (Stadt-und-Land-Gemeinde Preußisch Holland) im Powiat Elbląski (Kreis Elbing), von 1975 bis 1998 der Woiwodschaft Elbląg, seither der Woiwodschaft Ermland-Masuren zugehörig.

## Religion
Als Wohnplatz von Krossen war die Mühle Krossen bis 1945 in die beiden Kirchen in der Stadt Preußisch Holland eingepfarrt, so auch Krosno-Młyn nach 1945: in die evangelische St.-Georgs-Kirche sowie in die römisch-katholische Pfarrei St. Josef in Pasłęk.

## Verkehr
Krosno-Młyn liegt an der Woiwodschaftsstraße 527, die von Dzierzgoń (Christburg) aus die Städte Pasłęk (Preußisch Holland) und Morąg (Mohrungen) mit der Woiwodschaftshauptstadt Olsztyn (Allenstein) verbindet und dabei zwischen Pasłęk und Olsztyn die Trasse der früheren deutschen Reichsstraße 133 befährt.
Die nächste Bahnstation ist Pasłęk an der heute wieder regulär befahrenen Bahnstrecke Olsztyn–Bogaczewo.